# علي غانم الدبوس
علي غانم جاسم الدبوس، نائب سابق في مجلس الأمة الكويتي.
شارك في انتخابات مجلس الأمة الكويتي 1963 في الدائرة العاشرة وحصل على المركز الرابع برصيد 639 صوت وفاز بالانتخابات ، وشارك في انتخابات مجلس الأمة الكويتي 1967 في الدائرة العاشرة وحصل على المركز السابع برصيد 626 صوت وخسر بالانتخابات ، وشارك في انتخابات مجلس الأمة الكويتي 1971 في الدائرة العاشرة وحصل على المركز الثاني عشر برصيد 694 صوت وخسر بالانتخابات.